# 斯盧尼

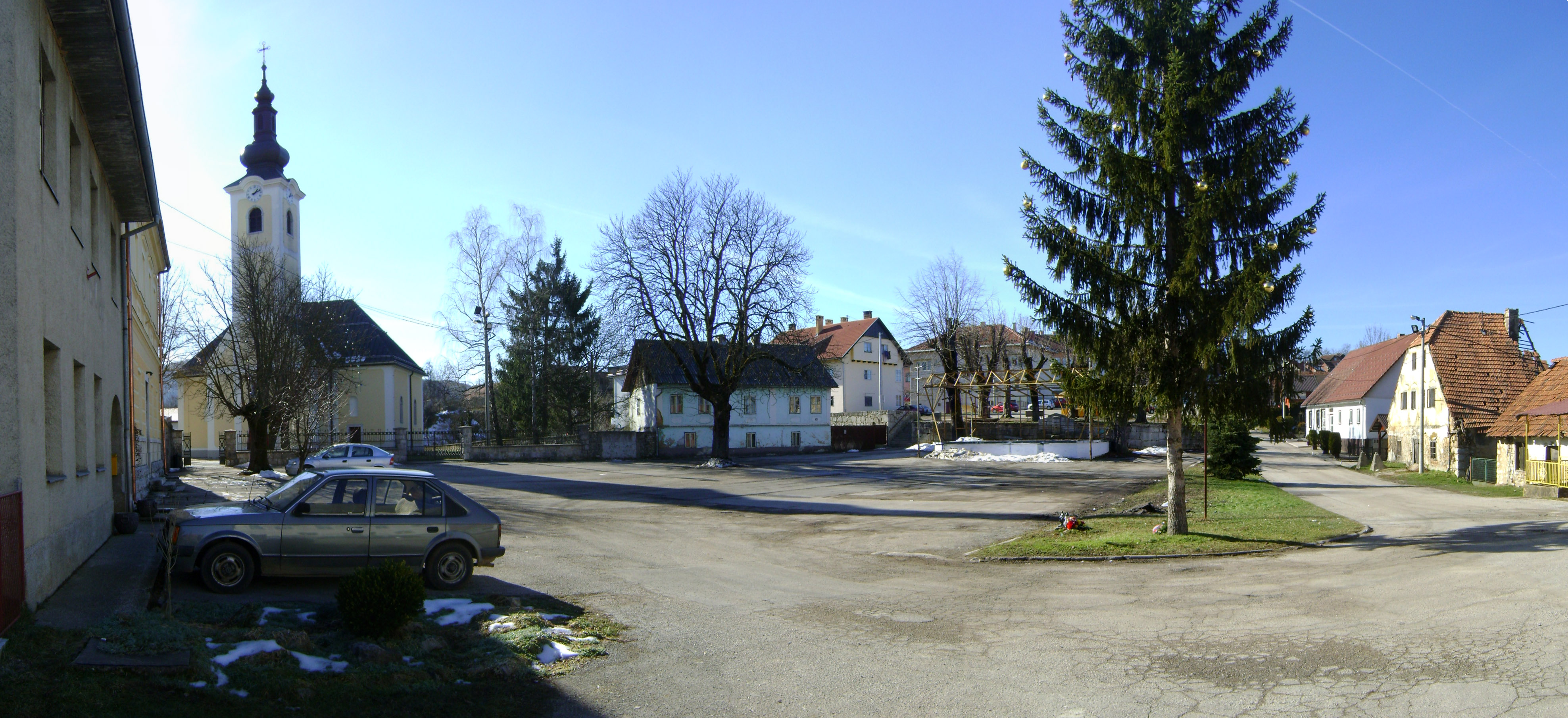

斯盧尼是克羅地亞的城鎮，位於該國中部，距離卡爾洛瓦茨50公里，由卡爾洛瓦茨縣負責管轄，面積392.54平方公里，海拔高度258米，2011年人口5,019。

## 外部連結
- Official Website*（页面存档备份，存于）
- Cultural Tourism in Croatia. Church of the Holy Trinity in Slunj. Archive.today的存檔，存档日期2013-01-07 (Croatian)